# 楠木ともりのともりるきゃんどる
『楠木ともりのともりるきゃんどる』（くすのきともりのともりるきゃんどる）は、2018年7月10日から2023年7月22日まで音泉で配信されていたラジオ番組。パーソナリティは楠木ともり。
音泉プレミアム会員は、おまけ放送も聞くことができる。

## 概要
ともりるきゃんどるは、「皆さんの、そして、私の帰ってくる場所」というコンセプトで始まった楠木ともりのソロラジオ。番組あいさつは、「ただいま、そして、おかえりなさい」。
愛称は『メルヘン・メドヘン 楠木ともりの見習いラジオ』で使用されていた略称やハッシュタグを引き継いでいる。
2020年3月22日、アニメ!アニメ! - 総合アニメニュース内での企画『いま推してる“声優ラジオ番組”は？』のアンケートにて19位にランクインした。
2021年6月22日、第78回配信にて隔週火曜日配信から毎月22日更新に変更となることが発表された。
2023年4月22日、第100回配信を迎えた。
2023年6月22日、音泉より7月22日配信予定の第102回で最終回を迎えることが発表された。

## コーナー
下記に紹介するコーナーはすべて、「tomoradi@onsen.ag」もしくは公式ページ内の投稿フォームから投稿できる。

### 現在行われているコーナー
- 定期コーナー

　ふつおた
　　普通のお便りのコーナー。作品の感想や日常の出来事が話される。
　ともりる大喜利
　　楠木ともりの普段の生活を踏まえて、大喜利の問題を作成するコーナー。
　私、楠木ともり、〇歳！
　　アニメ第1話でよくあるナレーションを楠木ともりに置き換えたコーナー。番組のエンディングで流れる。
　楠木ともりの天使なんだもん！
雑誌で「天使すぎる声優」と紹介されたことにちなんで、楠木ともりの天使すぎる行動を募集するコーナー。
　楠木ともりのキャラシアターZ
　　楠木ともりのキャラシアターをパワーアップしたコーナー。作品タイトルが付き設定がより詳細となった。音泉プレミアムで配信。
- 周期コーナー

　　次のいずれか１つが順次行われる。
　ドリル楠木の穴埋めドリル
ことわざの一部に穴を開けたお題を対し、その穴を埋める言葉をリスナーから募集するコーナー。回答に対してドリル楠木がノリツッコミを行う。
　恋だよお姉さんの“それって恋だよ♡”
　　恋だよお姉さんへ質問や相談を募集するコーナー。どんな質問や相談であっても全て恋に結び付ける。
　ツンデレ少女・八女手よねの“やめてよねっ！”
　　八女手よねを褒めるか貶すメールを募集するコーナー。ツンデレなので褒めると怒り、貶すと照れる。
- 不定期コーナー

　なぞかけクイズ
　　リスナーからなぞかけを募集し、本人が「その心は？」を答えるコーナー。
　MV鑑賞会
　　楠木ともりのEPが発売されたとき、その楽曲のMVを鑑賞するコーナー。リスナーは楠木の合図と同時にMVを再生する。

### 過去のコーナー
ともり作文
　「と」「も」「り」の3文字で始まる、あいうえお作文をするコーナー。番組のジングルとなる。
魔法少女あるある
　みんなが知っている「魔法少女もの」のあるあるを募集するコーナー。
楠木ともりのキャラシアター
　毎回、お題となるキャラクターが言いそうなセリフを募集するコーナー。音泉プレミアムで配信。

## 魔法少女りるりる
番組のコーナーから誕生した14歳の魔法少女。声優は楠木ともり。架空のアニメ作品がある前提で企画が進められ、2019年3月2日開催の「音泉祭り2019冬」に合わせテーマ曲『魔法少女りるりるのテーマ』が制作された。当日は声優本人が魔法少女りるりるの衣装をまとい披露した。この楽曲は、第18回（2019年3月5日配信）より当記事番組のオープニングテーマとなる。
また、翌年2月2日開催の「音泉祭り2020冬」では、劇場版をイメージした新曲『Light up!』が披露された。

## ディスコグラフィ

### 魔法少女りるりるのテーマ
2019年5月29日に発売の『魔法少女りるりる』のオープニングテーマ。フルバージョン音源と「魔法少女りるりるラジオ」第1回を収録。ジャケットイラストはたもりただぢが担当。
収録曲
DISC1
1. 魔法少女りるりるのテーマ (Full version)
  - 作詞 - 福本岳史 / 作曲 - 北川勝利 / 歌 - 魔法少女りるりる（楠木ともり）

2. 魔法少女りるりるのテーマ (Instrumental)

DISC2
1. 魔法少女りるりるラジオ 第1回

### 劇場版!?魔法少女りるりる 主題歌「Light up!」
2020年1月29日に発売の、劇場版魔法少女りるりるの主題歌をイメージした楽曲と「魔法少女りるりるラジオ」第4回を収録したCD。ジャケットイラストは岡勇一が担当。
収録曲
DISC1
1. 劇場版!?魔法少女りるりる 主題歌「Light up!」
  - 作詞 - 福本岳史 / 作曲 - 北川勝利 / 歌 - 魔法少女りるりる（楠木ともり）

2. 劇場版!?魔法少女りるりる 主題歌「Light up!」 (Instrumental)

DISC2
1. 魔法少女りるりるラジオ 第4回

### DJCD
| 発売日        | タイトル                                    | 収録内容                                                                                       | 備考                                   |
| ------------- | ------------------------------------------- | ---------------------------------------------------------------------------------------------- | -------------------------------------- |
| 2019年3月27日 | 楠木ともりのともりるきゃんどる              | 新規録り下ろしラジオ1本                                                                        |                                        |
| 2019年9月25日 | 魔法少女りるりるラジオ                      | 魔法少女りるりるラジオ 第2回、第3回                                                            | ジャケットイラストは卯花つかさが担当   |
| 2020年1月29日 | まだまだ子供なNINETEEN!?                    | 新規録り下ろしラジオ1本                                                                        |                                        |
| 2020年5月27日 | お笑い特訓って、マジ卍ーーーっ！            | DISC1：新規録り下ろしラジオ DISC2：2020年1月12日開催の「魔法少女りるりるラジオ」第5回 公開録音 |                                        |
| 2020年9月30日 | 魔法少女りるりるオーディオブック            | DISC1：魔法少女りるりるオーディオブック DISC2：魔法少女りるりるラジオ 第6回                    | ジャケットイラストはニノモトニノが担当 |
| 2021年1月27日 | ともりる・ラジオ・フェスティバル            | 新規録り下ろしラジオ                                                                           |                                        |
| 2021年5月26日 | ともりる・ムービー・ステーション            | 新規録り下ろしラジオ                                                                           |                                        |
| 2023年1月14日 | ともりる・ムービー・ステーション スペシャル | DISC1：新規録りおろし『楠木と森』特別音声収録 DISC2：新規録り下ろしラジオ                      |                                        |

## イベント

### 公開録音
| 開催日         | イベント名                  | 会場                         | 備考                                     |
| -------------- | --------------------------- | ---------------------------- | ---------------------------------------- |
| 2019年2月2日   | ともりるきゃんどる 公開録音 | DNPプラザ 2Fイベントスペース | 3部制                                    |
| 2019年11月30日 | まだまだ子供なNINETEEN!?    | EJアニメシアター新宿         | 1部制                                    |
| 2020年1月12日  | ちょっぴり大人なTWENTY!?    | シダックスカルチャーホール   | 3部制（うち1部は魔法少女りるりるラジオ） |

### オンラインお話し会
| 開催日         | イベント名                                       | 会場     | 備考                     |
| -------------- | ------------------------------------------------ | -------- | ------------------------ |
| 2020年11月15日 | 楠木ともりのともりるきゃんどるオンラインお話し会 | 都内某所 | 30秒間楠木ともりを褒める |

### 音泉祭り
| 開催日        | イベント名                                                     | 会場                 | 備考     |
| ------------- | -------------------------------------------------------------- | -------------------- | -------- |
| 2019年3月2日  | インターネットラジオステーション＜音泉＞祭り 2019冬            | 舞浜アンフィシアター |          |
| 2020年2月2日  | インターネットラジオステーション＜音泉＞祭り 2020冬            | なかのZERO           |          |
| 2021年6月12日 | インターネットラジオステーション＜音泉＞祭り 2021春 ～UPDATE～ | 舞浜アンフィシアター | 前半のみ |